# Lock Up – Überleben ist alles
Lock Up – Überleben ist alles ist ein US-amerikanischer Actionfilm aus dem Jahr 1989 von John Flynn und mit Sylvester Stallone und Donald Sutherland.

## Handlung
Frank Leone wurde für ein geringfügiges Verbrechen verurteilt. 6 Monate vor seiner Entlassung wird er jedoch in ein Hochsicherheitsgefängnis unter der Leitung von Direktor Drumgoole verlegt. Frank sorgte einst für Schlagzeilen, indem er aus einem anderen Gefängnis unter Drumgooles Leitung als erster ausbrach, da Drumgoole seinem Gesuch, seinen Ziehvater ein letztes Mal vor dessen Tod zu besuchen, nicht stattgab. Drumgoole wurde wegen dieser Ereignisse strafversetzt. Er macht ihn deswegen für das Scheitern seiner Laufbahn verantwortlich.
Nach seiner Verlegung in das neue Gefängnis bemerkt Leone, dass die Insassen von einigen Wärtern sadistisch und brutal behandelt werden. Außerdem versucht Drumgoole mit allen Mitteln mit Hilfe dieser Wärter, Frank zu einer Straftat zu provozieren und somit seine Haftstrafe aus Rache für das Geschehene zu verlängern. Trotz ungerechter Behandlung durch Drumgoole lässt Frank sich zunächst angesichts seiner bevorstehenden Entlassung zu nichts hinreißen. Sogar als Drumgoole Franks dortigen Freund durch einen brutalen Gefängnisinsassen töten lässt,  bewahrt er noch knapp die Beherrschung. Erst als Drumgoole einen vermeintlich demnächst zu entlassenden Häftling, der in Wahrheit ein Wärter ist, scheinbar beauftragt, Franks Freundin Melissa zu vergewaltigen und dafür sorgt, dass er es erfährt, verliert Frank die Beherrschung und versucht auszubrechen, wobei er von einem anderen Häftling im Auftrag von Drumgoole zusätzlich angestiftet wurde.
Der Ausbruch misslingt, so wie Drumgoole es plante, aber es gelingt dennoch Frank, der bei diesem Ereignis das gesamte kriminelle Spiel von Drumgoole durchschaut hat, seine Wiederergreifung zu verhindern und Drumgoole in seine Gewalt zu bringen. Daraufhin bindet er ihn auf einen elektrischen Stuhl und macht diesen bereit, um Drumgoole damit zu töten. Währenddessen droht er ihm dort, ihn wegen seiner Handlungen zu töten. Aus Angst gesteht Drumgoole daher vor den auftauchenden Wärtern, deren Kommen Frank erwartet hatte, dass alle Anschuldigungen wahr sind, als Frank ihn zu dem Zeitpunkt auffordert, vor deren Anwesenheit zu gestehen. Frank drückt den Hebel zur Auslösung des elektrischen Stuhles anschließend nieder. Trotzdem geschieht Drumgoole nichts, woraufhin die Anwesenden merken, dass Frank während der Bereitstellung des Stuhles dem System eine Sicherung entnommen hat, damit der Stuhl im Falle einer Aktivierung nicht funktionieren kann. Drumgoole war somit die ganze Zeit trotz alledem nie in Lebensgefahr, auch nicht während seines Geständnisses.
Sein Geständnis wird daher von den Anwesenden als legal angesehen. Drumgoole wird daraufhin verhaftet, angeklagt und in Untersuchungshaft gesteckt. Auch seine Komplizen werden wegen der Ereignisse verhaftet. Frank hingegen ist rehabilitiert und wird nach Ablauf seiner Strafe aus dem Gefängnis entlassen. Dabei verabschieden sich die Gefangenen von ihm als Dank dafür, dass er die Korruption von Drumgoole beendet hat. Vor der Haftanstalt wartet bereits seine Freundin auf ihn und holt ihn ab.

## Entstehung Veröffentlichung & die Deutsche Veröffentlichung
| Figur               | Darsteller          | Deutscher Sprecher  |
| ------------------- | ------------------- | ------------------- |
| Frank Leone         | Sylvester Stallone  | Thomas Danneberg    |
| Direktor Drumgoole  | Donald Sutherland   | Horst Schön         |
| Captain Meissner    | John Amos           | Kurt Goldstein      |
| Chink Weber         | Sonny Landham       | Helmut Krauss       |
| Dallas              | Tom Sizemore        | Joachim Tennstedt   |
| Eclipse             | Frank McRae         | Heinz Theo Branding |
| Braden              | William Allen Young | Frank-Otto Schenk   |
| First Base          | Larry Romano        | Michael Nowka       |
| Chinks Gangmitglied | Danny Trejo         |                     |
| Melissa             | Darlanne Fluegel    | Traudel Haas        |

Der Film wurde in Deutschland nur gekürzt veröffentlicht, weil die Freiwillige Selbstkontrolle der Filmwirtschaft als brutal fand, weswegen der Film 2,5 Minuten weggeschnitten werden musste. Jedoch der Film nie indiziert oder beschlagnahmt war. Aber zwischen 2007 und 2012 wurde der Film neugeprüft und es ergab sich der Freigabe als FSK 18 einzustufen.
Der Film wurde in New Jersey in der Zeit von Oktober bis Dezember 1988, unter anderem in einem echten Gefängnis, gedreht. Er spielte in den US-Kinos 22 Millionen US-Dollar ein. In Deutschland startete der Film am 1. Januar 1990 und wurde insgesamt von 1.072.121 Kinobesuchern gesehen, womit er auf Platz 27 der Kinojahrescharts 1990 landete. Der Film wurde unter anderem im East Jersey State Prison gedreht. Die Synchronisation erfolgte durch die Firma Hermes Synchron GmbH, Potsdam.

## Rezeption
Lock Up erhielt ein durchwachsenes Presseecho, was sich auch in den Auswertungen US-amerikanischer Aggregatoren widerspiegelt. So erfasst Rotten Tomatoes überwiegend kritische Besprechungen und ordnet den Film dementsprechend als „Gammelig“ ein. Laut Metacritic fallen die Bewertungen im Mittel „Gemischt oder Durchschnittlich“ aus.
Desson Howe kritisierte in der Washington Post das Drehbuch. Er verglich den Film mit einem Cartoon. Und im AllMovie-Guide erinnerte Hal Erickson daran, dass noch kurz zuvor Sutherland auf Seiten der Guten stand und Stallone Handlanger aus der zweiten Reihe spielte. Aber weil Stallone zuoberst auf dem Plakat stehe, müsse nun Sutherland schluchzend seine Missetaten an den hilflosen Insassen gestehen.

„Technisch routiniert inszenierter Gefängnisfilm, der mit groben Schwarz-Weiß-Zeichnungen und kinogerecht aufgeblasenen amerikanischen Mythen lediglich als Vehikel für den Starschauspieler Sylvester Stallone dient. Von Donald Sutherland, hier als Bösewicht zu sehen, wird er dennoch in jeder Szene an die Wand gespielt; trotz der zweieinhalbminütigen Kürzung durch die FSK noch sehr gewalttätig.“

Sylvester Stallone, Donald Sutherland und Lawrence Gordon wurden 1990 für die Goldene Himbeere nominiert.